# Paganico Sabino
Paganico Sabino är en ort och kommun i provinsen Rieti i regionen Lazio i Italien. Kommunen hade 166 invånare (2018).